# Schneeweißes Haarbecherchen
Das Schneeweiße Haarbecherchen (Dasyscyphella nivea, früher Dasyscyphus niveus) ist eine Pilzart aus der Familie der Lachnaceae.

## Beschreibung
Der Fruchtkörper ist flach scheiben- bis fast schüsselförmig und deutlich gestielt. Die Außenseite wirkt aufgrund von Haaren filzig-wollig. Der Durchmesser beträgt 1 bis 2 Millimeter. Er ist vollständige weiß. Die Sporen messen 6 bis 8,5 × 1,5 bis 2 Mikrometer. Die Asci messen 35 bis 50 × 5 bis 5,5 Mikrometer und sind zylindrisch-keulig. Die Paraphysen sind in der Regel zylindrisch und haben eine abgerundete Spitze, welche ein wenig länger ist als die Asci. Septen sind nur im unteren Bereich vorhanden. Die Haare sind septiert sowie fein gekörnt. An ihrer Spitze befindet sich ein kahles, keulig erweitertes Endglied.

## Ökologie
Die Art wächst saprobiontisch an morschem, feucht liegenden Totholz von Laubbäumen, vor allem an Eichen, seltener an Buchen, gern in Hohlräumen oder auf vergrabenen Holzstücken. Sie ist ganzjährig zu finden und häufig.

## Belege
- Ewald Gerhardt: Pilze. BLV Buchverlag, München 2006, ISBN 978-3-8354-0053-5, Seite 557
- Josef Breitenbach, Fred Kränzlin (Hrsg.): Pilze der Schweiz. Beitrag zur Kenntnis der Pilzflora der Schweiz. Band 1: Ascomyceten (Schlauchpilze). Mykologia, Luzern 1981, ISBN 3-85604-010-2, S. 192.